# Jabiru 2200
El Jabiru 2200 es un motor de aviación ligero de cuatro tiempos refrigerado por aire con 4 cilidros horizontales opuestos producido por Jabiru Aircraft. 

## Desarrollo
Jabiru fue fundada en 1988 por Rodney Stiff and Phil Ainsworth, un par de emprendedores que vieron potencial en el mercado de motores aeronáuticos que producían entre 60 y 120 HP. Ambos tenían experiencia previa en máquinas de cosecha de caña de azúcar y planeaban producir un motor aeronáutico con una potencia de 120 HP, para ello decidieron comenzar con el desarrollo del motor Jabiru 1600 cc de 60 caballos de fuerza, el cual fue montado en un avión de fabricación casera en 1993 y presentado en el EAA AirVenture de 1994 en el Aeropuerto de Oshkosh.
El motor Jabiru 1600cc tuvo gran aceptación, montándose en 24 aeronaves producidas a finales de 1994 y resultando en la necesidad de desarrollar un motor más grande, comenzando en ese mismo año el desarrollo del Jabiru 2200, el cual fue presentado durante el Sun’n Fun 1995.En 1998 la versión Jabiru 2200J obtuvo la certificaciónd d tipo por parte de la Civil Aviation Safety Authority (CASA), misma certificación de tipo que fue obtenida por la versión 2200C en 2008. En 2009 Jabiru introdujo el motor 2200C al mercado chino, en donde obtuvo la crtificación de tipo por parte de la CAAC.
Se trata de un motor convencional de transmisión directa, equipado con un alternador, silenciadores, bomba de vacío y sistemas de doble encendido. El motor genera hasta 85 HP a 3.300 rpm. En el mercado europeo, el motor compite con el Rotax 912, otro motor plano de cuatro tiempos de cuatro tiempos, pero uno que tiene culatas refrigeradas por agua y un motor de impulsión hacia la hélice.

## Especificaciones
Según el fabricante y su certificación.
Características generales
- Tipo: Motor aeronáutico de inyección directa de 4 cilindros horizontalmente opuestos
- Diámetro: 97.5 mm
- Carrera: 73 mm
- Desplazamiento: 2,200 cm^3
- Longitud: 562 mm
- Anchura: 582 mm
- Altura: 445 mm
- Peso en seco: 62.8 kg, con escape, carburador, alternador y sistema de ignición

Componentes
- Sistema de alimentación: Bomba mecánica de combustible
- Tipo de combustible: Avgas 100LL ó Gasolina de 92 octanos
- Sistema de aceite: Cárter húmedo
- Sistema de enfriamiento: Enfriado por aire

Rendimiento
- Potencia: 85 HP @3300 rpm
- Radio de compresión: 8:1
- Consumo de combustible: 15 litros/hora al 75% de potencia (2,750 rpm)
- Relación potencia-peso: 0.96 kW/kg